# Cruckshanksia verticillata
Cruckshanksia verticillata är en måreväxtart som beskrevs av Rodolfo Amando Philippi. Cruckshanksia verticillata ingår i släktet Cruckshanksia och familjen måreväxter. Inga underarter finns listade i Catalogue of Life.